# Cariacasia capucina
Cariacasia capucina är en kackerlacksart som beskrevs av Rehn, J. A. G. 1928. Cariacasia capucina ingår i släktet Cariacasia och familjen jättekackerlackor.
Artens utbredningsområde är Costa Rica. Inga underarter finns listade.